# Nörtershausen

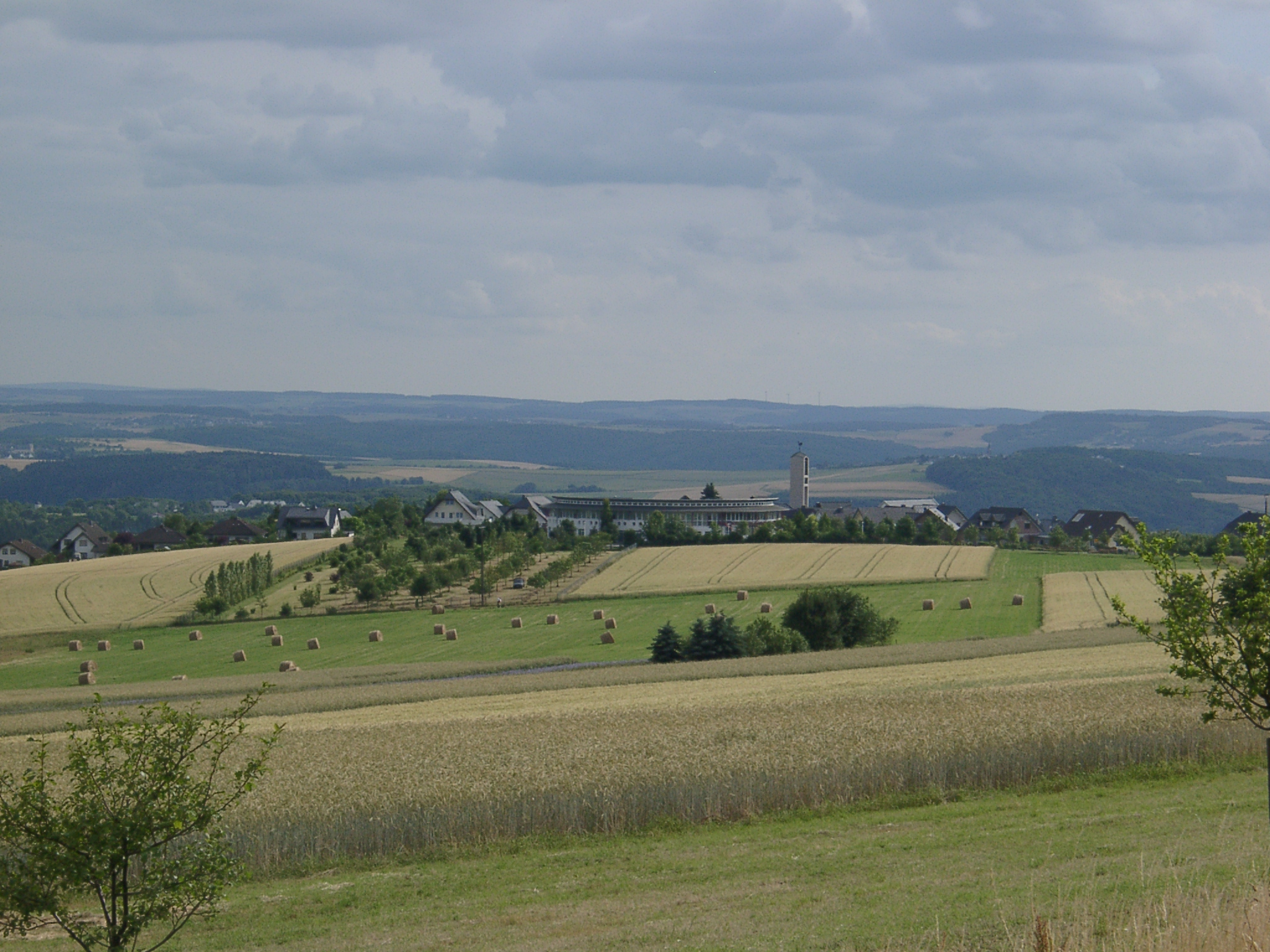
Nörtershausen

Nörtershausen ist eine Ortsgemeinde im Landkreis Mayen-Koblenz in Rheinland-Pfalz. Sie gehört der Verbandsgemeinde Rhein-Mosel an, die ihren Verwaltungssitz in Kobern-Gondorf hat.

## Geographie

### Lage
Nörtershausen liegt auf einem Höhenrücken des Vorderhunsrücks (auch Moselhunsrück genannt), im Hinterland der Burg Thurant bei Alken an der Mosel. Zu dem Ort gehören die Ortsteile Nörtershausen und Pfaffenheck sowie die Wohnplätze Bauhof, Grünemühle, Klosterheck und
Schiebigeich.
Der Ortsteil Pfaffenheck liegt östlich, ca. 2 km entfernt, auf der westlichen Seite der Landesstraße 214. Der östlich der L 214 gelegene Teil von Pfaffenheck gehört zur Stadt Boppard. Fast parallel zu der Landesstraße verläuft hier die Autobahn A 61, die in diesem Teilbereich auch die Bundesstraße 327 aufnimmt. In der Gemarkung von Pfaffenheck entspringen der Aspeler Bach, der in Niederfell- und der Alkener Bach, der in Alken in die Mosel mündet.

### Gemeindegliederung
Die Gemeinde Nörtershausen besitzt zwei Ortsteile entlang der L 207. Südlich befindet sich der Hauptteil der Gemeinde Nörtershausen mit dem gleichlautenden Namen. Nord-östlich liegt der Ortsteil Pfaffenheck, in welchem etwa ein Drittel der gesamten Einwohner der Gemeinde lebt.

## Geschichte
Die erste urkundliche Erwähnung von Nörtershausen erfolgte am 20. April 1324. Katharina von Brodenheim, Witwe des Ritters Heinrich zu Ehrenberg, stiftete ein Haus und stellte die Kapelle zu Nörtershausen wieder her. Bis zum Ende des 18. Jahrhunderts gehörte Nörtershausen mehreren Herrschaften, die Rechte und Einkünfte an verschiedenen Höfen hatten. Das St. Simeonstift zu Trier und die verschiedenen Herren der Ehrenburg erscheinen in den Lehens- und Pachturkunden besonders häufig.
Der Ortsteil Pfaffenheck wurde erstmals am 1. Mai 1343 urkundlich erwähnt. Ein Waldstück mit dem Namen Pfaffenheck wird als ursprünglich kirchlicher Besitz ausgewiesen. Nach diversen Verlehnungen und Verfügungsrechtsänderungen schlossen die Gemeindeleute von Nörtershausen mit den Stiftsherren von Mayen einen Pachtvertrag über die Nutzung der Pfaffenheck.
Seit dem späten Mittelalter gehörte Nörtershausen zum Amt Alken der Propstei Münstermaifeld, bzw. dem kurtrierischen Oberamt Münstermaifeld. Lehens- und Schutzrechte an Nörtershausen sind sowohl von Kurtrier als auch Kurköln für das 15. und 16. Jahrhundert überliefert.
In der napoleonischen Zeit ab Ende des 18. Jahrhunderts wurde der Ort Teil der Mairie Niederfell im Canton Boppard. Anfang des 19. Jahrhunderts wurde Nörtershausen eine zur Bürgermeisterei Brodenbach gehörende Gemeinde im damals neu gebildeten Kreis St. Goar. Ende der 1960er Jahre wurden in einer Verwaltungsreform Amt und Kreis aufgelöst. Nörtershausen wurde als eigenständige Gemeinde der Verbandsgemeinde Untermosel im Landkreis Mayen-Koblenz zugeordnet, die 2014 aufgelöst wurde.
Statistik zur Einwohnerentwicklung
Die Entwicklung der Einwohnerzahl der Gemeinde Nörtershausen, die Werte von 1871 bis 1987 beruhen auf Volkszählungen:
| Jahr | Einwohner |
| ---- | --------- |
| 1815 | 161       |
| 1835 | 255       |
| 1871 | 308       |
| 1905 | 388       |
| 1939 | 423       |
| 1950 | 483       |
| 1961 | 478       |

| Jahr | Einwohner |
| ---- | --------- |
| 1970 | 548       |
| 1987 | 788       |
| 2005 | 1.144     |
| 2011 | 1.138     |
| 2017 | 1.141     |
| 2022 | 1.154     |

## Politik

### Gemeinderat
Der Gemeinderat in Nörtershausen besteht aus 16 Ratsmitgliedern, die bei der Kommunalwahl am 9. Juni 2024 in einer personalisierten Verhältniswahl gewählt wurden, und dem ehrenamtlichen Ortsbürgermeister als Vorsitzendem.
Die Sitzverteilung im Gemeinderat:
| Wahl | CDU | FWG * | WGG ** | Gesamt   |
| ---- | --- | ----- | ------ | -------- |
| 2024 | –   | 11    | 5      | 16 Sitze |
| 2019 | 7   | 9     | –      | 16 Sitze |
| 2014 | 7   | 9     | –      | 16 Sitze |
| 2009 | 7   | 9     | –      | 16 Sitze |
| 2004 | 9   | 7     | –      | 16 Sitze |

### Bürgermeister
Bruno Seibeld (FWG) wurde am 27. August 2024 zum zweiten Mal Ortsbürgermeister von Nörtershausen, nachdem er das Amt nach der Wahl 1999 bereits einmal für 20 Monate innehatte, um anschließend auf die Position des Bürgermeisters der damaligen Verbandsgemeinde Untermosel zu wechseln. Bei der Direktwahl am 9. Juni 2024 hatte er sich mit einem Stimmenanteil von 60,6 % gegen seinen Amtsvorgänger durchsetzen können.
Seibelds Vorgänger Paul Kreber (CDU) hatte das Amt fast zehn Jahre ausgeübt, nachdem er es von dem 2014 gewählten Norbert Gatzke (CDU) übernommen hatte, der nach kurzer Amtszeit aus privaten Gründen das Ehrenamt aufgeben musste.

## Sehenswürdigkeiten
- Kriegsgräberstätte des Zweiten Weltkrieges an der Hunsrückhöhenstraße (L 214) bei Pfaffenheck.

Auch "Ehrenfriedhof" genannte Grabstätte von fast 150 bei den Kämpfen um Pfaffenheck im März 1945 umgekommenen Zivilisten und Soldaten. Bis 1956/57 ein Massengrab, geschmückt mit großem Birkenkreuz und Stahlhelm unmittelbar neben der Hunsrückhöhenstraße. Seit 20. November 1957 ein Reihenfriedhof mit Steinkreuzen und eisernen Namens- bzw. Identifikationsplatten. Zwischen 1958 und 1965 erfolgten weitere Zubettungen von benachbarten Friedhöfen und Feldgräbern. Ein Großteil der Bestatteten waren Angehörige der 6. SS-Gebirgs-Division „Nord“. In den 1980er und 1990er Jahren kam es daher oft zu Debatten und von Polizeieinsätzen begleiteten Protesten gegen die Anwesenheit von SS-Traditionsverbänden an Totengedenktagen. Auf einer Steinmauer im Eingangsbereich liest man die Namen der Bestatteten (soweit erkennungstechnisch möglich gewesen) und die Namen der zwischen 1939 und 1945 Gefallenen und Vermissten aus Pfaffenheck.
An zentraler, beherrschender Stelle steht ein hohes Steinkreuzdenkmal.

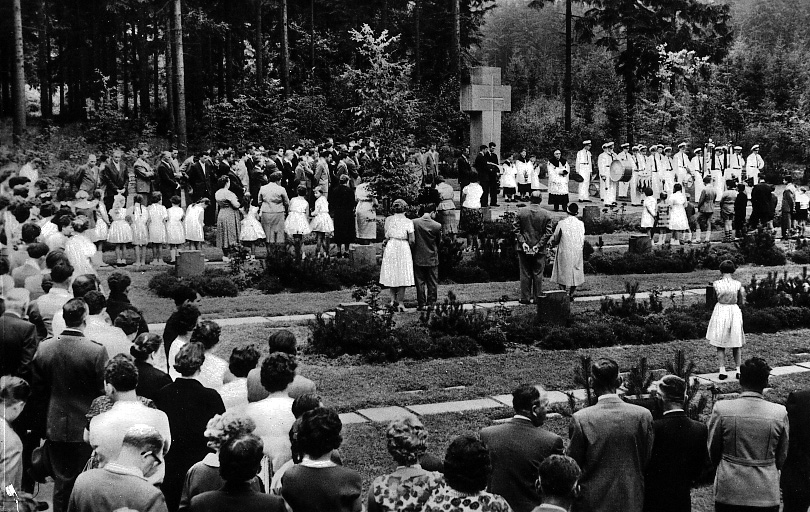
Einweihungsfeier des "Ehrenfriedhof Pfaffenheck" am 20. November 1957.
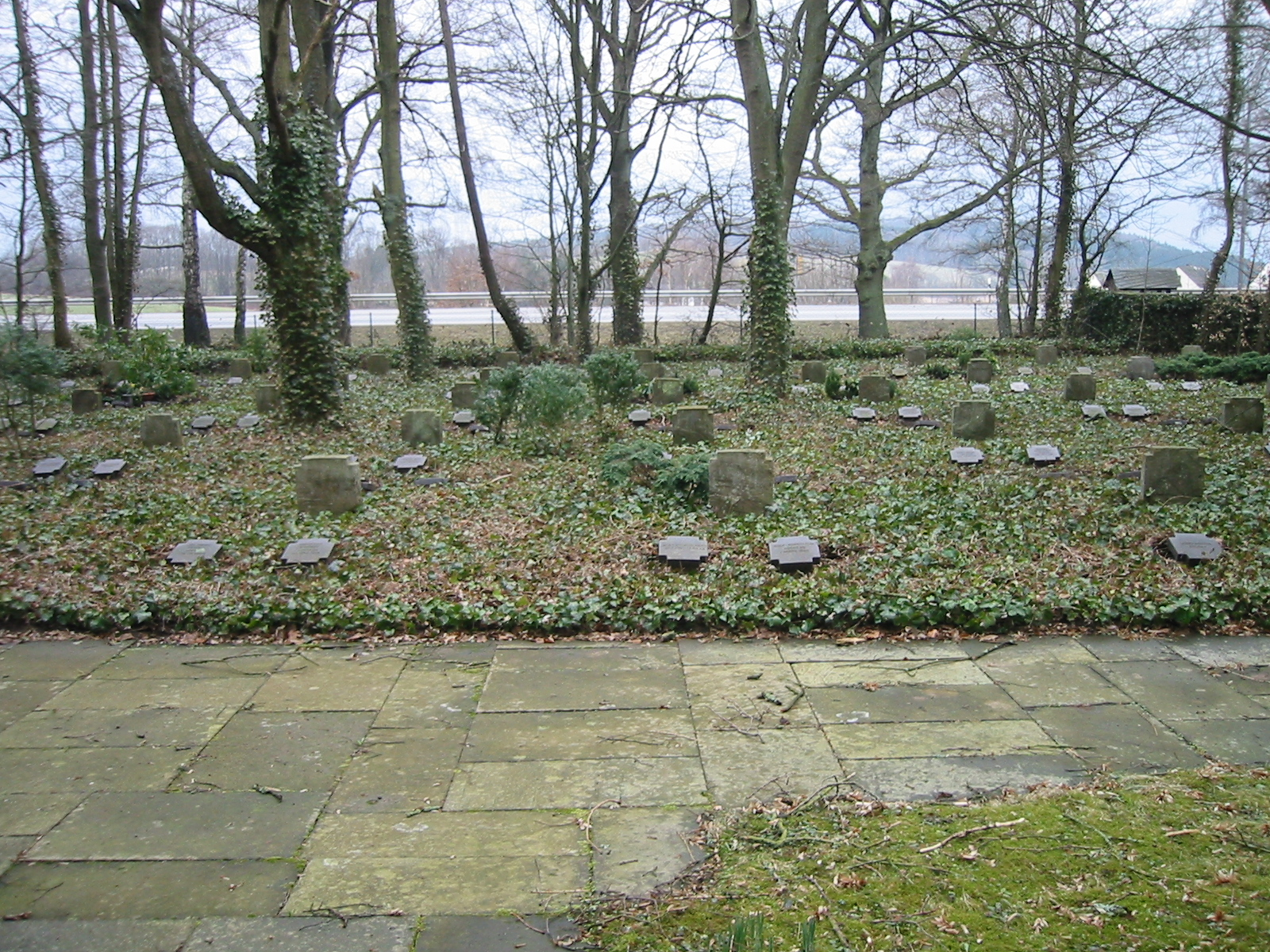
Teilansicht im März 2010. Im Hintergrund Richtung Westen die Moselberge bei Alken.
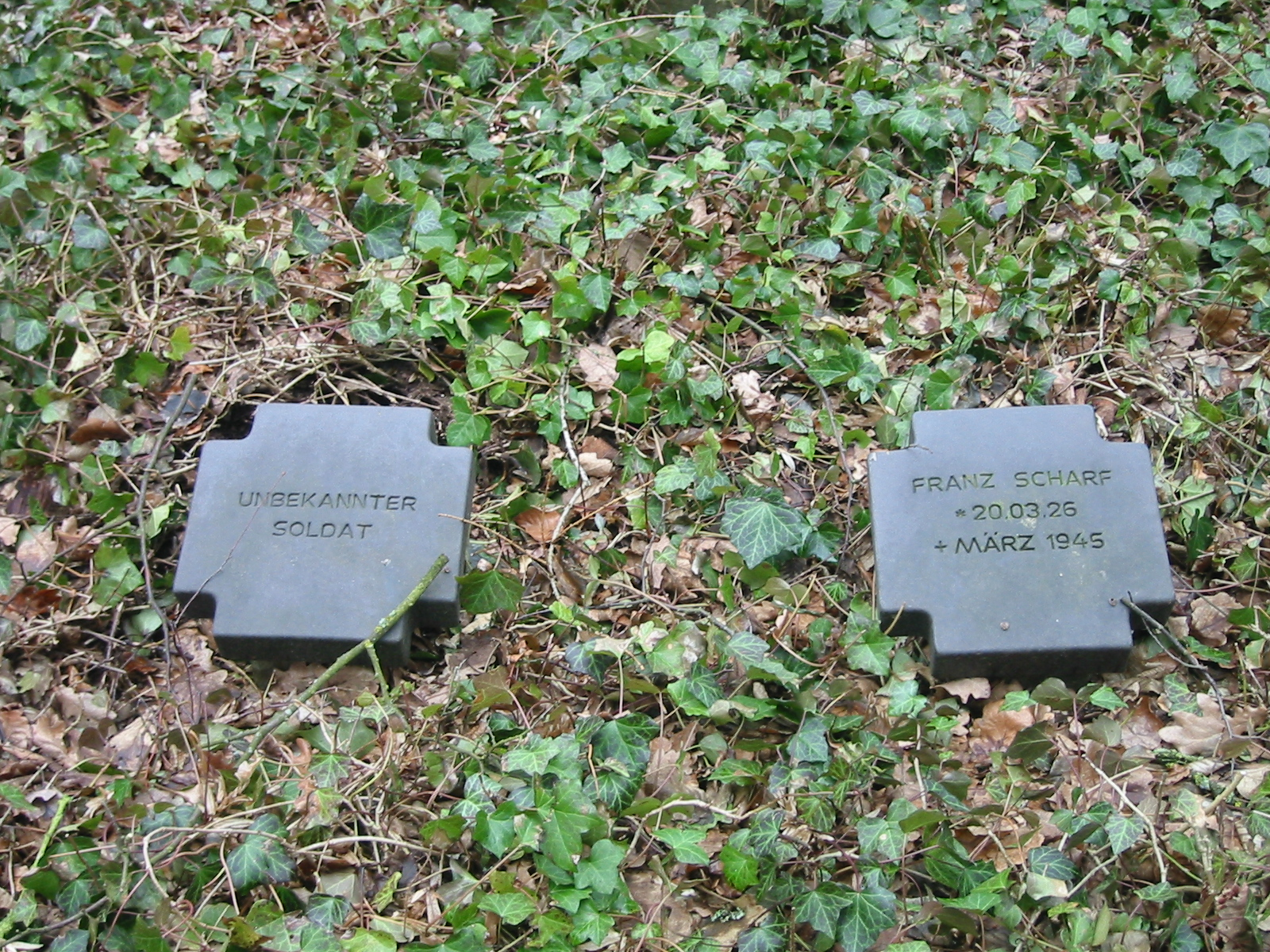
Eiserne Gedenkplatten markieren eine Grabstätte.

## Jährliche Aktivitäten
- Antoniuskirmes in Nörtershausen am Wochenende um den Namenstag des Hl. Antonius (17. Januar).
- Brunnenfest des Heimat- und Verschönerungsvereins e. V. in Nörtershausen am dritten Wochenende im August
- Möhnenumzug und Sitzung am Schwerdonnerstag.
- Floriansfest der Freiwilligen Feuerwehr Nörtershausen am Muttertagswochenende.
- Martinsumzüge: Freitags in Pfaffenheck mit anschließendem „Debbekoche-Essen“ im Dorfgemeinschaftshaus, samstags in Nörtershausen mit anschließendem Martinsabend im Gemeindesaal.
- Kirmes in Pfaffenheck am ersten Wochenende im Mai.
- Spielfest des SSV 81 in Pfaffenheck an und im Dorfgemeinschaftshaus am letzten Wochenende in den Sommerferien.